# NGC 2721
NGC 2721 (również PGC 25231) – galaktyka spiralna (Sbc), znajdująca się w gwiazdozbiorze Hydry. Odkrył ją William Herschel 1 lutego 1786 roku.